# Ficus boninsimae
Ficus boninsimae är en mullbärsväxtart som beskrevs av Gen-Iti Koidzumi. Ficus boninsimae ingår i släktet fikonsläktet, och familjen mullbärsväxter. Inga underarter finns listade i Catalogue of Life.